# امپاسیمبوراکا
امپاسیمبوراکا (به لاتین: Ampasimboraka) یک سکونتگاه مسکونی در ماداگاسکار است که در واتوواوی-فیتووینانی واقع شده‌است.

## خصوصیات
امپاسیمبوراکا ۴٬۰۰۰ نفر جمعیت دارد و ۲۳۸ متر بالاتر از سطح دریا واقع شده‌است.